# 莫紐門特冰原島峰
72°35′S 162°15′E / 72.583°S 162.250°E
莫紐門特冰原島峰（英語：Monument Nunataks）是南極洲的冰原島峰，位於維多利亞地，處於雕塑山以北，由新西蘭探險隊命名，現時由南極條約體系管理。